# Струга (Любуське воєводство)
Струга (пол. Struga, нім. Straube) — село в Польщі, у гміні Битниця Кросненського повіту Любуського воєводства.
Населення — 106 осіб (2011).
У 1975-1998 роках село належало до Зеленогурського воєводства.

## Демографія
Демографічна структура станом на 31 березня 2011 року:
|          | Загалом | Допрацездатний вік | Працездатний вік | Постпрацездатний вік |
| -------- | ------- | ------------------ | ---------------- | -------------------- |
| Чоловіки | 50      | 9                  | 38               | 3                    |
| Жінки    | 56      | 13                 | 35               | 8                    |
| Разом    | 106     | 22                 | 73               | 11                   |